# اچ‌ام‌سی‌اس نانایمو (ام‌ام ۷۰۲)
اچ‌ام‌سی‌اس نانایمو (ام‌ام ۷۰۲) (به انگلیسی: HMCS Nanaimo (MM 702)) یک کشتی است که طول آن ۵۵٫۳ متر (۱۸۱٫۴۳ فوت) می‌باشد. این کشتی در سال ۱۹۹۶ ساخته شد.